# Capparicordis crotonoides
Capparicordis crotonoides là một loài thực vật có hoa trong họ Capparaceae. Loài này được (Kunth) Iltis & Cornejo mô tả khoa học đầu tiên năm 2007.